# كالامازو
كالامازو هي مدينة تقع في الجنوب الغربي من ولاية ميتشجان في الولايات المتحدة الأمريكية . كما تعتبر من أكبر المدن في المنطقة وحواليها . يقارب سكان كالامازو ب 77,145 نسمة. يوجد بكالامازو جامعة غرب ميتشغان.وشركة فايزر لصناعة الادوية

## التركيبة السكانية
قام مكتب تعداد الولايات المتحدة بتحديد بيانات التركيبة السكانية لكالامازوفي تعداد الولايات المتحدة. في ما يلي، التركيبة السكانية حسب تعدادي 2000 و2010.

### تعداد عام 2000
بلغ عدد سكان كاهوكا 2,241 نسمة بحسب تعداد عام 2000، وبلغ عدد الأسر 921 أسرة وعدد العائلات 562 عائلة مقيمة في المدينة. في حين سجلت الكثافة السكانية 1,464.0 نسمة لكل ميل مربع (565.3/كم2). وبلغ عدد الوحدات السكنية 1,014 وحدة بمتوسط كثافة قدره 662.4 نسمة لكل ميل مربع (255.8/كم2).
وتوزع التركيب العرقي للمدينة بنسبة 98.48% من البيض و 0.40% من الأمريكيين الأصليين و 0.04% من الأمريكيين ذوي الأصول الآسيوية و 0.09% من الأمريكيين الأفارقة و 0.85% من عرقين مختلطين أو أكثر.
بلغ عدد الأسر 921 أسرة كانت نسبة 30.5% منها لديها أطفال تحت سن الثامنة عشر تعيش معهم، وبلغت نسبة الأزواج القاطنين مع بعضهم البعض 47.2% من أصل المجموع الكلي للأسر، ونسبة 9.6% من الأسر كان لديها معيلات من الإناث دون وجود شريك، وكانت نسبة 38.9% من غير العائلات. تألفت نسبة 35.4% من أصل جميع الأسر من أفراد ونسبة 20.5% كانوا يعيش معهم شخص وحيد يبلغ من العمر 65 عاماً فما فوق. وبلغ متوسط حجم الأسرة المعيشية 3.01، أما متوسط حجم العائلات فبلغ 2.31.
بلغ العمر الوسطي للسكان 39 عاماً. وكانت نسبة 25.3% من القاطنين تحت سن الثامنة عشر، وكانت نسبة 8.3% بين الثامنة عشرة والأربعة وعشرين عاماً، ونسبة 24.1% كانت واقعةً في الفئة العمرية ما بين الخامسة والعشرين والأربعة وأربعين عاماً، ونسبة 19.9% كانت ما بين الخامسة والأربعين والرابعة والستين، ونسبة 22.5% كانت ضمن فئة الخامسة والستين عاماً فما فوق. يوجد لكل 100 أنثى 86.1 ذكر، ويوجد لكل 100 أنثى في الثامنة عشر من عمرها فما فوق 78.2 ذكر.
بلغ متوسط دخل الأسرة في المدينة 24,384 دولار، أما متوسط دخل العائلة فبلغ 30,192 دولار. وكان متوسط دخل الذكور 24,313 دولار مقابل 16,563 دولار للإناث. وسجل دخل الفرد الخاص بالمدينة 14,928 دولار. وكانت نسبة 15.4% من العائلات ونسبة 17.4% من السكان تحت خط الفقر، وكان من هؤلاء نسبة 21.1% تحت سن الثامنة عشر ونسبة 18.8% في الخامسة والستين من العمر وما فوق.

### تعداد عام 2010
بلغ عدد سكان كالامازو 74,262 نسمة بحسب تعداد عام 2010، وبلغ عدد الأسر 29,141 أسرة وعدد العائلات 13,453 عائلة مقيمة في المدينة. في حين سجلت الكثافة السكانية 3,009.0 نسمة لكل ميل مربع (1,161.8/كم2). وبلغ عدد الوحدات السكنية 32,433 وحدة بمتوسط كثافة قدره 1,314.1 لكل ميل مربع (507.4/كم2).
وتوزع التركيب العرقي للمدينة بنسبة 68.1% من البيض و 0.5% من الأمريكيين الأصليين و 1.7% من الأمريكيين ذوي الأصول الآسيوية و 22.2% من الأمريكيين الأفارقة و 4.6% من عرقين مختلطين أو أكثر.
بلغ عدد الأسر 29,141 أسرة كانت نسبة 25.8% منها لديها أطفال تحت سن الثامنة عشر تعيش معهم، وبلغت نسبة الأزواج القاطنين مع بعضهم البعض 26.1% من أصل المجموع الكلي للأسر، ونسبة 15.6% من الأسر كان لديها معيلات من الإناث دون وجود شريك، بينما كانت نسبة 4.5% من الأسر لديها معيلون من الذكور دون وجود شريكة وكانت نسبة 53.8% من غير العائلات. تألفت نسبة 36.8% من أصل جميع الأسر من أفراد ونسبة 9.3% كانوا يعيش معهم شخص وحيد يبلغ من العمر 65 عاماً فما فوق. وبلغ متوسط حجم الأسرة المعيشية 3.04، أما متوسط حجم العائلات فبلغ 2.29.
بلغ العمر الوسطي للسكان 26.2 عاماً. وكانت نسبة 20.5% من القاطنين تحت سن الثامنة عشر، وكانت نسبة 27% بين الثامنة عشرة والأربعة وعشرين عاماً، ونسبة 24.9% كانت واقعةً في الفئة العمرية ما بين الخامسة والعشرين والأربعة وأربعين عاماً، ونسبة 18.2% كانت ما بين الخامسة والأربعين والرابعة والستين، ونسبة 9.4% كانت ضمن فئة الخامسة والستين عاماً فما فوق. وتوزع التركيب الجنسي للسكان بنسبة 49.3% ذكور و50.7% إناث.

## أعلام بارزون
- نورمان شمواي: أستاذ بجامعة ستانفورد، يعد رائد زراعة القلب.
- ميري ميدر: أول مصورة جوية ومستكشفة.

## معرض صور

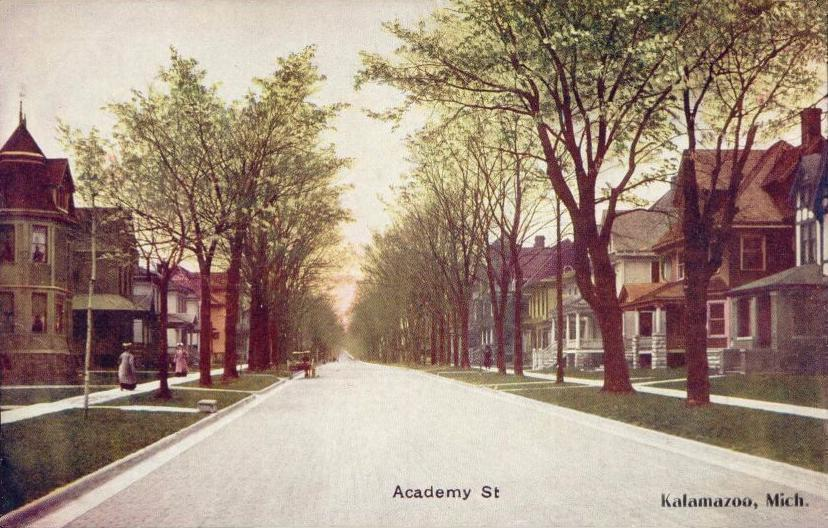
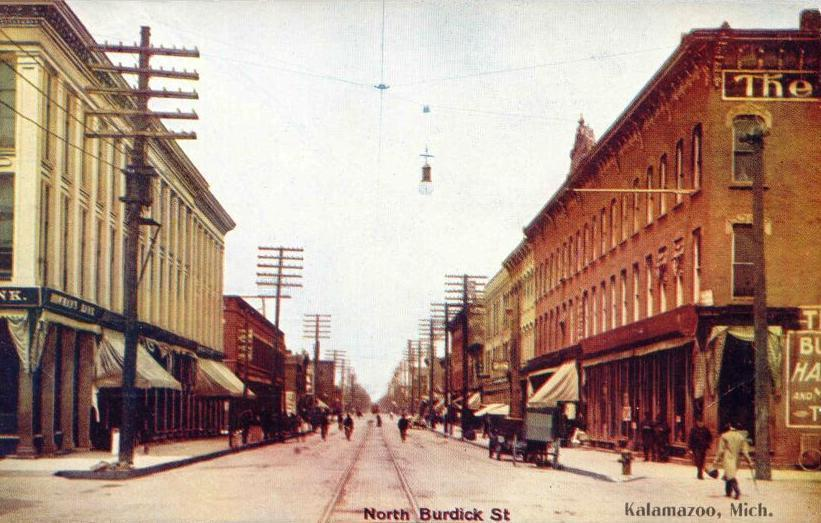
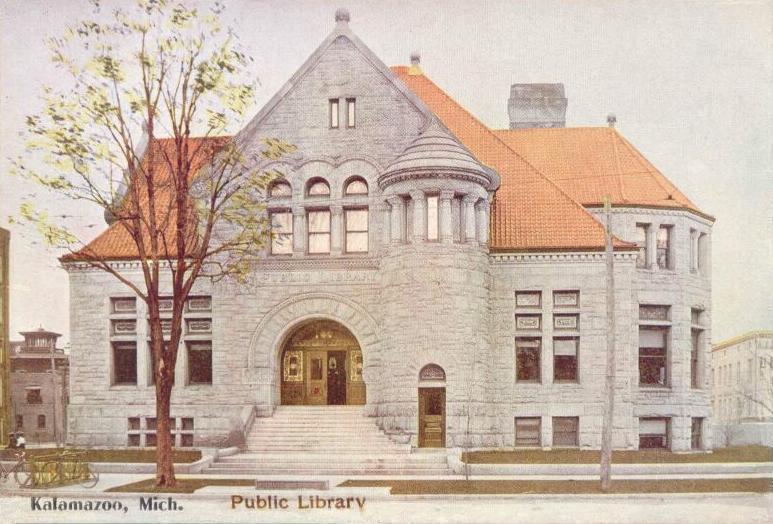
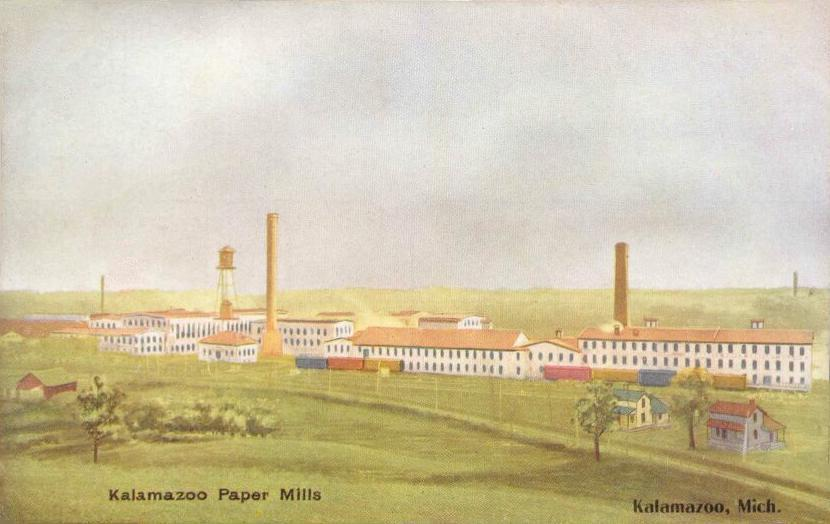